# Våldet och lagen
Våldet och lagen (eng. Warlock) är en amerikansk westernfilm från 1959 producerad av Twentieth Century Fox och i regi av Edward Dmytryk, med Richard Widmark, Henry Fonda, Anthony Quinn och Dorothy Malone i huvudrollerna.

## Handling
Den lilla staden Warlock är en gruvstad i Utah under 1880-talet. De styrande i staden anlitar den hårda revolvermannen Clay Blaisedell (Henry Fonda) för att skydda invånarna mot ett terroriserande banditgäng. Blaisedell får till sin hjälp den före detta förbrytaren Johnny Gannon (Richard Widmark), som har gjort ett försökt att slå sig ner och leva ett lugnt liv.

## Rollista
| Richard Widmark  | – Johnny Gannon    |
| Henry Fonda      | – Clay Blaisedell  |
| Anthony Quinn    | – Tom Morgan       |
| Dorothy Malone   | – Lily Dollar      |
| Dolores Michaels | – Jessie Marlow    |
| Wallace Ford     | – Judge Holloway   |
| Tom Drake        | – Abe McQuown      |
| Richard Arlen    | – Bacon            |
| DeForest Kelley  | – Curley Burne     |
| Regis Toomey     | – Skinner          |
| Vaughn Taylor    | – Henry Richardson |
| Don Beddoe       | – Dr. Wagner       |
| Whit Bissell     | – Petrix           |